# Ängelholms stad
Denna artikel handlar om den tidigare kommunen Ängelholms stad. För orten se Ängelholm, för dagens kommun, se Ängelholms kommun.
Ängelholms stad var en stad och kommun i Kristianstads län. 

## Administrativ historik
Den 16 oktober 1516 utfärdade den danske kungen Kristian II stadsprivilegier för den nya staden Ängelholm. Invånarna i Rynestad/Luntertun ålades att flytta till den nya staden inom åslingan. Vid samma tid som Luntertun nedlades har också Båstad upphört att vara stad. Redan 1547 upphävdes emellertid privilegierna och stadens borgare befalldes flytta till Landskrona. Först 1767 återfick Ängelholm fullständiga stadsrättigheter. Under mellantiden hade staden dock i åtskilliga avseenden varit likställd med andra städer med rätt att bedriva viss handel och att utse riksdagsrepresentanter.
Ängelholms stad blev en egen kommun, enligt Förordning om kommunalstyrelse i stad (SFS 1862:14) 1 januari 1863, då Sveriges kommunsystem infördes.
Den 1 januari 1946 (enligt beslut den 9 mars 1945) överfördes till Ängelholms stad och församling från Rebbelberga landskommun och församling fastigheterna Rebbelberga 10:16, 10:73, 10:74, 10:88, 10:89 och 10:175, omfattande en areal av 0,07 kvadratkilometer, varav allt land, och 16 invånare.
Staden inkorporerade 1952 Höja landskommun och Rebbelberga landskommun där dock för Rebbelberga jordebokssocken bara en del överfördes och resten blev ett område av Ängelholms stad för vilket jordregister fördes. Staden uppgick 1971 i den då nybildade Ängelholms kommun.
Den 1 januari 1955 överfördes från Hjärnarps landskommun och Hjärnarps församling till Ängelholms stad och Rebbelberga församling fastigheterna Brödagården 1:3 och Bonstorp 2:4 omfattande en areal av 0,58 kvadratkilometer, varav allt land. Invånarna i området var sedan tidigare kyrkobokförda i Rebbelberga församling.
Ängelholms stad hade egen jurisdiktion med magistrat och rådhusrätt till 1948, ingick därefter Södra Åsbo och Bjäre domsagas tingslag. Ängelholms församling var ursprungligt stadens församling. Den 1 januari 1952 tillkom Höja församling och Rebbelberga församling.

### Sockenkod
För registrerade fornfynd med mera så återfinns staden inom ett område definierat av sockenkod 1154 som motsvarar den omfattning staden hade kring 1950.

## Stadsvapnet
Blasonering: I blått fält två korslagda laxar av silver under en krona av guld och däröver en kerub av silver. Vapnet fastställdes av Kungl. Maj:t 1934 och går tillbaka på ett sigill från 1693. Ängeln står för ortnamnet och fiskarna för laxfisket. Efter kommunbildningen registrerades det gamla stadsvapnet i PRV år 1975. 

## Geografi
Ängelholms stad omfattade den 1 januari 1952 en areal av 47,62 km², varav 46,83 km² land.

### Tätorter i staden 1960
I Ängelholms stad fanns tätorten Ängelholm, som hade 11 601 invånare den 1 november 1960. Tätortsgraden i staden var då 92,5 procent.

## Politik

### Mandatfördelning i valen 1919–1966
| 3 | 9 | 2 | 11 |

| 24 |

| 2 | 10 | 2 | 11 |

| 25 |

| 13 | 12 |

| 24 |

| 12 | 13 |

| 25 |

| 13 | 12 |

| 25 |

| 13 | 12 |

| 25 |

| 15 | 3 | 7 |

| 23 |

| 16 | 2 |  | 6 |

| 23 |

| 15 | 3 | 7 |

| 22 |

| 19 | 2 | 6 | 8 |

| 33 |

| 18 | 2 | 4 | 11 |

| 31 |

| 17 | 2 | 3 | 13 |

| 30 | 5 |

| 18 | 3 | 4 | 10 |

| 32 |

| 15 | 4 | 4 | 12 |

| 30 | 5 |